# (6697) Челентано
(6697) Челентано — астероид в Главном поясе астероидов. Был обнаружен 24 апреля 1987 года в обсерватории Клеть, в Чешской Республике недалеко от местечка Ческе-Будеёвице. Автор открытия — Зденька Ваврова.
Первоначально вновь обнаруженный астероид был обозначен как «1987 HM 1». Позже, в 1999 году, ему было присвоено название в честь итальянского актёра и певца Адриано Челентано.
Орбита астероида находится на среднем расстоянии 3,235 а. е. от Солнца, астероид максимально приближается до 3,037 а. е. и удаляется до 3,432 а. е. Эксцентриситет орбиты составляет 0,06106, а наклонение орбиты 11,56 градуса. Один оборот вокруг Солнца совершается за 2125 дней. Движение по звёздному небу составляет 0,1694 градуса в сутки.